# جورج ليونارد (لاعب آيكيدو)
جورج ليونارد (بالإنجليزية: George Leonard)‏ هو لاعب آيكيدو ‏ أمريكي، ولد في 1923، وتوفي في 6 يناير 2010 في مل فالي في الولايات المتحدة.